# John Craig (écrivain)
Pour les articles homonymes, voir Craig.
John Craig, né le 29 juillet 1921 à Peterborough, en Ontario, et mort dans la même ville le 23 janvier 1982, est un scénariste, un romancier et un auteur canadien de roman policier et de littérature d’enfance et de jeunesse.

## Biographie
Fils d’un journaliste sportif du Peterborough Examiner, il est élevé dans un milieu qui subit les contrecoups de la Grande Dépression. Enfant aventureux, il explore en canot, pendant sa jeunesse, les cours d’eau sauvages des forêts canadiennes.
Pendant la Seconde Guerre mondiale, il sert dans la Marine Royale canadienne. Démobilisé, il poursuit ses études supérieures à l’Université du Manitoba, puis à l’Université de Toronto, où il obtient un diplôme de maîtrise en Histoire. Il travaille ensuite dans le milieu des affaires de Toronto et commence à publier de façon occasionnelle des ouvrages de littérature d’enfance et de jeunesse concernant souvent la lutte contre le racisme.
En 1969, il écrit six des vingt-six scénarios de la série télévisée pour enfants canado-américaine Adventures in Rainbow Country (en) (1970-1971), située dans la région ontarienne du Lac Huron. Le succès remporté par la série convainc John Craig de se retirer du monde des affaires pour se consacrer à l’écriture.
Il se lance d’abord dans le roman policier humoristique avec I You Want to See Your Wife Again... (1971), œuvre traduite à deux reprises en France et adaptée en 1972 par Allen Reisner pour la télévision américaine sous le titre La Femme ou le Fric (Your Money or Your Wife). Il donne ensuite des suspenses, avant de publier des romans reprenant son thème de prédilection contre le racisme, dont un roman historique sur la tribu des Ojibway, The Last Canoe (1979), et un récit en partie autobiographique, Chappie and Me (1979), racontant le destin de Chappie Johnson, entraîneur d’une équipe de baseball composée de jeunes Noirs et d’un seul Blanc dans le Canada de 1939.
Ses deux recueils de nouvelles, How Far Back Can You Get? (1974) et Some of My Best Friends are Fishermen (1976), proposent des récits humoristiques dans l’esprit de l’écrivain canadien Stephen Leacock.
Il meurt d’une tumeur au cerveau à l’hôpital de Peterborough en janvier 1982.

## Œuvre

### Romans

#### Romans policiers
- If You Want to See Your Wife Again... (1971) Publié en français sous le titre La Malle et la Belle, Paris, Gallimard, Série noire no 1533, 1972 ; réédition, Paris, Gallimard, Carré noir no 543, 1985 Publié en français dans une autre traduction sous le titre On a volé sa femme, Paris, Librairie des Champs-Élysées, Le Masque no 1569, 1979
- In Concil Rooms Apart: a Novel of Suspense (1971)
- Close Doesn’t Count (1975) Publié en français dans une autre traduction sous le titre Ils n’étaient pas ensemble, Paris, Librairie des Champs-Élysées, Le Masque no 1545, 1978

#### Autres romans non-policiers
- By the Sound of Her Whistle (1966), ouvrage romancé sur les bateaux à vapeur
- The Pro ou Power Play (1968)
- All G.O.D.’s Children (1975)
- The Clearing (1975)
- The Wormburners (1975)
- Chappie and Me: an Autobiographical Novel (1979)
- The Last Canoe (1979), roman historique sur les Ojibway

#### Romans de littérature d’enfance et de jeunesse
- Wagons West (1956), roman jeunesse sur la vie des pionniers de l’Ouest
- The Long Return (1959)
- No Word for Good-bye (1969), roman sur une amitié entre un jeune indien Ojibway et un enfant blanc
- Zach ou Who Wants To Be Alone (1972), roman sur un orphelin, dernier membre de la tribu des Agawam tribe (en)
- Superdude: a Novel (1974)

### Recueils de nouvelles
- How Far Back Can You Get? (1974)
- Some of My Best Friends are Fishermen (1976)

### Théâtre
- Ain’t Lookin’ (1981), adaptation théâtrale du roman Chappie and Me

### Autres publications
- The Noronic is Burning (1976), ouvrage sur la prévention des incendies en mer
- Canada’s Olympic Chances (1976)
- Archery is Fun! (1976), ouvrage pour la jeunesse
- Baseball is Fun! (1976), ouvrage pour la jeunesse
- Boy’s Gymnastics Are Fun! (1976), ouvrage pour la jeunesse
- Girl’s Gymnastics Are Fun! (1976), ouvrage pour la jeunesse
- The Year of Agony, 1910/1920 (1977), ouvrage sur la Première Guerre mondiale
- Simcoe County, the recent past (1977), ouvrage historique sur une petite communauté de l’Ontario

## Filmographie
- 1970 : Adventures in Rainbow Country (en), série télévisée canadienne, produite par la CBC, de 26 épisodes de 30 minutes, avec Lois Maxwell, Stephen Cottier, Susan Conway (d), Buckley Petawabano, Wally Koster et Albert Millaire. (six scénarios originaux)
- 1972 : La Femme ou le Fric (Your Money or Your Wife), téléfilm de Allen Reisner, d’après le roman I You Want to See Your Wife Again... (1971), avec Ted Bessell, Elizabeth Ashley et Jack Cassidy.

## Sources
- Jacques Baudou et Jean-Jacques Schleret, Le Vrai Visage du Masque, vol. 1, Paris, Futuropolis, 1984, 476 p. (OCLC 311506692), p. 134-135.
- Claude Mesplède et Jean-Jacques Schleret, SN, voyage au bout de la Noire : inventaire de 732 auteurs et de leurs œuvres publiés en séries Noire et Blème : suivi d'une filmographie complète, Paris, Futuropolis, 1982 (OCLC 11972030), p. 93-94.